# Slaveri
 "Slave" omdirigeres hertil. For andre betydninger af Slave, se Slave (flertydig).
Slaveri er at være andres ejendom og at være tvunget til f.eks. arbejde. Slaveri har været kendt alle steder i verden på et tidspunkt i historien. Omfanget har dog varieret meget. Nogle steder har der kun været ret få slaver, mens slaveriet i andre kulturer har været helt afgørende for samfundsøkonomien. Man har derfor også blandt historikere skelnet mellem "samfund med slaver" og "slavesamfund". I sidstnævnte har slaverne udgjort så meget som 30-35 % af befolkningen eller mere, og slaveriet har gennemsyret samfundet både økonomisk, juridisk og kulturelt. Eksempler på sådanne slavesamfund har været antikkens Grækenland og Romerriget samt Caribien og dele af USA i 1700- og 1800-tallet.

## Etymologi
Ordet slave stammer fra det tyske Sklave, som kommer af det senlatinske sclavus, der betød "slavisk" eller "slaver" og oprindelig blev brugt om krigsfanger fra slaviske folkeslag, der blev solgt som trælle. "Slave" optræder første gang på engelsk omkring 1290 (stavet sclave). Det middelalderlatinske sclavus er første gang registreret omkring år 800. På dansk er ordet "slave" blevet anvendt siden 1600-tallet, oprindelig også stavet både "Sklave" efter tysk mønster og "Esclave" efter fransk.

### Terminologi
Især siden 2017 er ordet slavegjort i stigende grad blevet brugt på dansk som alternativ til "slave" som en afsmitning af det tilsvarende engelske udtryk enslaved. "Slavegjort" anvendes ikke mindst indenfor forskning og undervisning samt i medier. De to ord er synonymer, men "slavegjort" lægger udtrykkeligt vægt på handlingen, der har ført frem til den pågældendes slavestatus.

## Slaveri i antikken

### Babylonsk lov
Hammurabis lov betragtede slaven som en genstand, som ejeren kunne sælge, pantsætte, udnytte og mærke med et stempel. Forsøg på at tilegne sig en andens slave medførte dødsstraf; ligeså at tage en flygtet slave i sit hus og nægte at udlevere ham på myndighedernes bud. Men fangede nogen en flygtet slave på sin ejendom og udleverede ham, skulle slavens ejer belønne vedkommende med to sekel. Hvis en barber uden ejerens vidende skar en slaves stempel væk, skulle barberens hænder hugges af. Hvis nogen brækkede en slaves ribben eller slog hans ene øje ud, skulle vedkommende bøde det halve af slavens pris til ejeren. Også ufrivillig skade på en slave medførte erstatningsansvar. Et køb blev annulleret, hvis slaven blev syg i løbet af den første måned efter købet. Hvis en slave sagde til sin ejer: "Du er ikke min herre," og man kunne føre bevis for det modsatte, havde ejeren ret til at skære slavens ene øre af. En mand kunne sælge kone og børn som slaver, men efter tre års slaveri, var de frie igen. Hvis gældsslaven døde i kreditors hus af naturlige årsager, gik kreditor fri for ansvar; men hvis gældsslaven døde af savn eller slag, og skyldnerens søn derved mistede livet, skulle kreditors søn henrettes. En slavinde, der fik et barn med sin ejer, kunne ejerens kone hverken sælge eller piske. Men hun kunne lægges i lænker og ellers behandles strengt. En slave kunne tjene penge på egen hånd og derved købe sig fri; men hvis han døde forinden, tilfaldt hans sparepenge ejeren.

### Hebræerne
Hos hebræerne var loven om slaveri samlet i 2. Mosebog, hvor der i kapitel 21,20-21 står: "Når en mand slår sin træl eller trælkvinde med sin stok, så de dør på stedet, skal han straffes derfor;	men hvis de forbliver i live en dag eller to, skal han ikke straffes; det er jo hans egne penge." Men i vers 26-27 står: "Når en mand slår sin træl eller sin trælkvinde i øjet og ødelægger det, skal han give dem fri til erstatning for øjet; og hvis han slår en tand ud på sin træl eller trælkvinde, skal han give dem fri til erstatning for tanden." Paradokset bliver, at slaven skulle frigives for at have lidt overlast, mens man godt måtte tæve sin slave til døde, bare han døde den påfølgende dag, og ikke lige efter. Men slog man en tand ud på ham, gik han fri for tandens skyld. Gældsslaveri var også kendt hos hebræerne, men her blev slaven først fri efter syv år, hvor babylonerne nøjedes med tre år. I vers 4-6 står, at hvis ejeren gav slaven en kone, han fik børn med, kom konen og børnene til at tilhøre ejeren, mens slaven blev frigivet alene. Hvis slaven så gav afkald på sin frihed for at blive hos sin familie og sin ejer, skulle ejeren stille ham ved døren og stikke en syl gennem hans øre, "og han skal tjene ham al sin tid". Det gennemborede øre ser også her ud til at have været slavens mærke.

### Grækenland
Grækerne, ofte omtalt som "de første europæere", holdt slaver. Grækerne diskriminerede ikke ud fra hudfarve, men skelnede mellem grækere og ikke-grækere, dvs. barbarer, hvilket dog ikke forhindrede dem i at bruge græske slaver. Grækernes slaveri var meget forskelligartet. Visse slaver fungerede som håndværkere og handelsfolk, og havde et rimeligere liv end de slaver, der fungerede som minearbejdere og prostituerede. Slaverne var generelt krigsfanger, røverbytte eller oversøiske handelsvarer.
Slaver underviste også de græske drenge, og det var en pædagog (græsk paidagogos = børnefører), en særligt betroet slave, der førte dem til og fra skole.
Den græske filosof Aristoteles foreslog, at grækerne skulle tage ikke-græske slaver, da han mente, at "nogle mennesker er født til at regere, andre til at blive regeret".
Aristoteles karakteriserede desuden slaverne som talende "redskaber" og delte dem i en geografisk hierarkisk orden. Nordeuropæerne blev karakteriseret som "hjælpeløse" og "uintelligente", og asiaterne som "åndsløse". Han udtalte, at "en slave er en ejendel med en sjæl," og at "brugen af husdyr og slaver er omtrent det samme; begge lader os møde tilværelsens behov med sine fysiske anstrengelser". I første bog af Politikken slår han fast at "menneskeheden er todelt: Herrer og slaver, eller om man vil, grækere og barbarer". Det lyder, som om han mente, at enhver som ikke var græsk, kunne – eller ovenikøbet burde – fanges og gøres til slave. Imidlertid bemærkede han, at nogen (ikke mindst stoikerne) påstod, at "en herres magt over slaver er imod naturen," og at skellet mellem herre og slave kun var et påfund af loven, og dermed uretfærdigt. Sådanne udsagn fik stor betydning i 1500-tallet, hvor man mente, at Aristoteles gav det rigtige svar på alt.
Platon sammenlignede slaven med kroppen, herren med sjælen. Han ville gerne gøre en ende på, at grækere kunne holdes som slaver, men modsatte sig ikke, at udlændinge var slaver. Kynikerne hævdede, at en slave beholdt sin frie sjæl, selv om han var underlagt sin herres vilje, og Diogenes udtalte, at den, som gjorde sig afhængig af en andens tvungne arbejde, var den egentlige slave. Sofisten Alkidamas i Athen tog parti for heloterne, da de gjorde oprør mod spartanerne, der holdt dem som slaver. "Gud har ikke gjort noget menneske til slave," erklærede han, og udtrykte derved, at slaveri var et menneskeligt påfund på linje med så mange andre. I kontrast hertil var Platons tænkning baseret på slaveri som en samfundsfaktor, selv om han medgav, at Spartas helotsystem var det mest kontroversielle slavehold i Grækenland, idet det ikke var udlændinge, men græske landsmænd, der blev holdt som slaver.
Xenofon fortæller i sin beretning om de 10.000 grækeres tilbagetog i 401 f.Kr, hvordan den græske hærs øverste officerer var taget til fange og dræbt af perseren Tissafernes. De overlevende officerer diskuterede ophidset den videre strategi, og en bøotisk officer tog ordet og tilrådede overgivelse. Men en anden officer røbede, at bøoteren havde huller i ørene. Straks blev han smidt ud af forsamlingen, frataget sin officersgrad og sat til trænet. Midt i en afgørende forhandling vejede frie mænds foragt for slaven tungere end slavens argumenter som officer.

### Romerriget

#### Romersk lov
Det romerske lovværk "de tolv lovtavler" fra omkring 450 f.Kr fastslog, at romerske borgere kun kunne sælges som slaver "på den anden side af Tiberen" (altså udenfor bymurene). I Rom var en almindelig form for tidligt slaveri nexum, hvorved en romersk borger, der var kommet i gæld, tabte sin frihed til sine kreditorer. Gældsslaveri blev dog afskaffet af lovværket Lex Poetelia i 326 f.Kr. Kort tid efter indledte romerne den serie af erobringskrige, der tilførte dem en tilsyneladende endeløs strøm af slavearbejdere. Efter samnitternes endelige nederlag i 290 f.Kr tog romerne, ifølge Livius, omkring 11.000 krigsfanger. Men roerne på den flåde, romerne benyttede i den første puniske krig i 260 f.Kr, var frie mænd. Det samme gjaldt roerne på de fleste senere krigsskibe. En ulempe med slavehold var, at slaverne skulle forplejes året rundt, mens krigsskibene lå til land det meste af året.
Romerne var de første til at institutionalisere slavehandelen, og foretrak slaver fra de romerske grænseområder som Thrakien, Germanien og Nærorienten. Da der er meget få afbildninger af afrikanske slaver i romersk kunst, har de sandsynlig været sjældne. I Romerriget løb alle en risiko for at ende som slaver. Alle kunne tages til fange i en krig, hvis ens familie ikke havde råd til at betale løsepengene. Slaveri var også straffen for særlige forbrydelser. Man blev ikke slave ud fra hudfarve eller religiøs tilhørighed.

#### Behandlingen af slaverne
I 167 f. Kr bragte ødelæggelsen af Epirus omkring 150.000 græsktalende slaver som krigsfanger til Rom. De havde ofte uddannelse og blev benyttet som sekretærer, bibliotekarer og huslærere. Mindre uddannede og billigere var de 65.000 slaver, der blev hentet fra Sardinien i 177 f.Kr. Cato den Ældre bemærkede med afsky, at kønne slavedrenge gik for højere priser end robuste markarbejdere. I det 1. århundrede f.Kr beregnede Strabo, at den store havn på Delos under pres kunne omsætte op mod 10.000 slaver om dagen. Strabo bemærkede også, at slaver var blandt Storbritanniens vigtigste eksportvarer. Galliske høvdinge sagdes at bytte en slave en amfora med italiensk vin. På det tidspunkt var antallet slaver sandsynligvis på sit højeste - omkring halvparten af Roms indbyggere kan have været slaver; en tredjedel af Italiens befolkning. Og i Romerriget under ét måske en tiendedel. Et forslag i det romerske senat om, at alle slaver burde gå med uniform, blev afvist, da man kom i tanker om, at det ville røbe for slaverne, hvor mange de faktisk var og nærmest tjene som en opfordring til at gøre oprør. Tilgangen til slaver aftog, da erobringskrigene blev færre, og baserede sig mere på piratvirksomhed, bortføringer og vernae (= børn født af husets slaver). Børn af en romersk slavinde blev selv slaver, og havde ingen far i lovens forstand.
Cato den Ældre tilrådede i sin lærebog Om agerdyrkning følgende dagsrationer til slaver: Sammenlænkede om vinteren – 1,3 kg brød; ved gravearbejde – 1,63 kg brød; og når fignerne er modne og kan spises som supplement – igen kun 1,3 kg brød. De skal have ekstra vin ved fester som saturnalierne, og ved ekstra arbejde. Hvert andet år skal slaven have en ny tunika og en kappe, men først skal den gamle leveres, så man kan sy lapkapper af laserne. "Hvert andet år bør man give et par gode træsko." Varro taler om de tre typer redskaber: "De talende, hvoriblandt slaver; de halvtalende, hvoriblandt okser; og de stumme, hvoriblandt vogne." Men med den romerske ekspansions ophør under Augustus, faldt antallet slaver, så slaverne blev dyrere og dermed bedre behandlet. Den form for slaveri, der havde fremkaldt de store slaveoprør som det, Spartacus førte an i, ophørte efterhånden.
Langt de fleste romerske slaver var krigsfanger, men da de var for få til den stadigt voksende republik, opkøbte og importerede romerne også slaver i stor stil. En romersk slave var sin herres ejendom i alle henseender, også slavens børn. Af Cicero fremgår det, at det var muligt for en slave at købe sig fri efter ca. seks år. Årsagen til det har formentligt ikke været moralsk, men økonomisk, da det gjorde det muligt for slaveejerne at købe ny og frisk arbejdskraft, når den gamle var blevet nedslidt. Slaverne blev især brugt i landbruget, i minedriften og i byhusholdninger. Nogle slaver kunne opnå høje poster i samfundet; men juridisk var de stadig lavere stillet end selv den fattigste frie romer. På 200-tallet f.Kr kunne en romersk slave udsættes for at brændemærkes med FUR (= tyv) eller FUGITIVUS (= bortløben), men den praksis forlod man snart, da de fleste romerske husslaver kunne påregne at blive sat fri af ejeren. Når romere ikke var nervøse over at være omgivet af slaver, kan det hænge sammen med, at herren normalt var den, der sikrede slavens fremtid. Frigivelsen skete ved, at ejeren erklærede slaven for fri over for en romersk embedsmand. Han gik "ud af hans hånd", dvs. ud af hans ejendom, på latin emancipatio, af ex- (= ud fra) og manus (= hånd). Han blev emanciperet, sat fri, men tog sin tidligere herres familienavn. Græske besøgende i Rom var imponerede over ceremonien ved manumission, slavens frigivelse ved paterpotestas (= familieoverhovedets magt), ofte som en del af sin ejers testamente. Manumission kostede mindre for en murer eller smed, der frigav et par udslidte slaver i sit testamente, end for en rigmand, der satte en række yngre slaver fri. Normalt betalte slaven ejeren et beløb, han havde sparet op. En slaves sparepenge var juridisk set ejerens, men i realiteten penge, han kunne købe sig frihed for. Efter romersk lov fik slaven sin herres status ved frigivelsen, så hvis ejeren var romersk borger, blev slaven det også. Selv om slaven lige var ankommet det romerske imperium og ikke havde nået at lære latin, var han alligevel blevet romersk borger, noget en udlænding ellers måtte tjene tyve år i de romerske hjælpetropper for at opnå. Som frigiven fortsatte slaven ofte med at arbejde for sin tidligere ejer. Fx sendte Barbi-slægten fra Aquileia sine frigivne rundt om i imperiet som agenter for sit handelsimperium. En del frigivne blev præster ved lokale kulter rundt om. En frigivens søn havde mulighed for at arbejde sig op til magistrat.
Romerne skilte mellem en servus (slave) og en colonus (daglejer). En slave havde status som res (en ting), og kunne hverken oprette et testamente, vidne i en sag eller anmelde noget. Imidlertid kunne en slave straffes for en forbrydelse, hvad der beviser, at romerne selv indså, at slaver ikke var "ting" – i så fald skulle de jo ikke være straffet. Seneca skrev, at slaveri var en fysisk affære, mens sjælen forblev fri.

#### Forbedringer i slavernes kår
Cicero mente, at al ulighed som fx slaveri kunne forklares med forfald og skrev i De Republica, at det var lovligt at tage et besejret folk til slaver, hvis folket, der var tale om, ikke kunne regere sig selv. Hverken han eller andre romerske skribenter mente, at det var umuligt at afskaffe slaveriet; for dem drejede sagen sig om, at slaver ikke skulle udsættes for overgreb eller grusomhed. Kejser Augustus reddede en slave, hvis herre ville kaste ham til fiskene, fordi slaven var kommet til at knuse et dyrt glas; Augustus påbød også opstramninger for frigivelse, fordi det var for nemt for slaveejere at blive af med en syg slave ved at frigive ham. Suetonius fortæller, at kejser Claudius forbød en slaveejer at efterlade en dødsyg slave i Æskulaps tempel på Tiberøen og kunne fordre slaven tilbage, hvis slaven genvandt sit helbred. Kejser Domitian forbød kastrering af slavedrenge (men ikke seksuelt misbrug). Kejser Hadrian forbød ved lov slaveejere at overføre slaver til gladiatorskoler som straf og sørgede for, at henrettelse af en slave først måtte godkendes af præfekten for vigiles (= vægterne). Kejser Antoninus Pius retfærdiggjorde sine humane love om behandling af slaver med, at mildhed også var i slaveejerens interesse. I øvrigt erklærede han, at der ikke skulle stilles spørgsmål ved herrens magt over sine slaver. Stoikere og kristne stillede heller ikke spørgsmål ved slaveri; men især stoikerne var kritiske til, hvad slaveri medførte. Stoikeren Epiktet, som selv var født som slave, undredes over, om frigivelse var til fordel for "alle" slaver; men han var også optaget af den onde påvirkning, det kunne have at eje andre mennesker.

#### Slaveoprør
En rig romer kunne have tusindvis af slaver på sine latifundiae (= store godser). Mens latifundiae i Nordafrika blev drevet af frie betalte arbejdere, kom der på Sicilien tidligt slavedrevne godser. Plinius den Yngre omtaler slavernes jernhalslænke som lige så generende som nedværdigende. Den havde en indskrift om at returnere slaven til ejeren som en hund. På Sicilien gik slaverne til oprør i 135-32 f.Kr med opblusning i 104-100 f.Kr under den græsktalende slave Antiochus, hvor Rom nær havde tabt herredømmet over øen. Spartacus' gladiator-oprør i 73-71 f.Kr greb om sig og nærmede sig Rom. I 200-tallet faldt store dele af Gallien i hænderne på bagauder. Oprør blandt husslaver var derimod uhyre sjældne. Plinius den Yngre omtaler i et brev Larcius Macedo, der blev slået ned af sine slaver og døde af sine sår få dage senere. Bypræfekten Pedanius Secundus blev knivstukket af en slave i år 61 og døde. Senatet besluttede, at også de 400 andre slaver i husholdningen skulle henrettes som straf, selv om de ingen skyld havde i drabet. Folk protesterede, og Nero måtte til sidst sætte hæren ind mod den rasende folkemængde, der ville forhindre henrettelserne. Da konsul Afranius Dexter blev fundet død af ukendte årsager, blev ifølge Plinius den Yngre hver eneste slave i husholdningen henrettet, uden anden begrundelse, end at de ikke havde magtet at forhindre dødsfaldet.

## Slaveri i middelalderen
I Europas tidlige historie – middelalderen fra ca. 5. århundrede til omkring 1453 – var slaveri almindeligt.
Fra begyndelsen af 1400-tallet opstod en regulær import til Europa af afrikanske slaver fra Madeira og den afrikanske vestkyst. Det kan have påvirket den tidligere import via den arabiske slavehandel.

### Norden
Trældom er den traditionelle skandinaviske betegnelse for slaveri. I vikingetiden og den tidlige del af middelalderen var brug af trælle almindeligt i Skandinavien. Trællene var både ufrie skandinaver og folk taget som krigsfanger fra andre lande. Det vides ikke præcist, hvor stor en del af befolkningen der var trælle. Forskere mener, at det kan have drejet sig om omkring 10 til 25 % af befolkningen. Trællene forsvandt i løbet af middelalderen, hvor brugen af fæstebønder til at dyrke det meste af jorden i stedet blev udbredt. I Sverige blev trællevæsenet afskaffet i 1335 af kong Magnus Eriksson.
Høvdinge på Island røvede hinandens kvinder for at øve pres på modstanderen. Man ved også, at kvinder var med til at planlægge ran af sig selv. Så sent som i 1170'erne udstedte ærkebiskop Øystein Erlendsson i Nidaros et brev, hvori han bandlyste alle kvinderøvere i sit ærkebispedømme, men også bebrejdede de kvinder, der lokkede medsøstre til sig for at drikke dem fulde og få dem om bord på skibe med kurs mod Island, hvor der var mangel på kvinder.
Den engelske Domesday Book fra 1086 opgiver, at 9% af den totale engelske befolkning var slaver. I tidlig middelalder blev præsterne ofte rekrutteret blandt trællene. Den norske Gulatingslov fra første halvdel af 1100-tallet siger, at hvis præsterne bryder biskoppenes påbud, skal de bøde for det, for "præsterne skal styres med hug", en formulering, der som regel blev benyttet om trælle. Men i løbet af det første århundrede efter Norges kristning gik præsterne gradvis over til at blive respekterede samfundsmedlemmer, der også kunne gifte sig ind i veletablerede familier.

### Slaver ogkorsfarerstaterne
Johanniterordenen drev i korstogstiden store sukker-plantager og -raffinaderier i korsfarerstaterne i det hellige land, der eksporterede sukker til hele Europa. Cistercienserne drev store stutterier med opdræt af stridsheste til korsfarerne. I Portugal drev cistercienserne også jernudvinding drevet af muslimske slaver. Hvis slaverne gik over til kristendommen, måtte de sættes fri, og slaveejerne både i det hellige land og Spanien sørgede derfor, at forhindre missionærer i at forkynde for dem. I første halvdel af 1200-tallet befalede paven, at slaverne skulle have adgang til at høre Guds ord, men selv om de lod sig døbe, skulle de ikke længere have krav på frihed.

## Slaveri i Afrika
Det er uvist, hvor mange millioner sorte, der blev ofre for den indbyrdes og arabiske slavehandel i Afrika. Allerede i år 652 udformede den arabiske general Abdallah ben Sayd en traktat, der pålagde nubierne at levere 360 slaver pr. år. Det anslås, at under den muslimske guldalder blev flere millioner sorte slaver transporteret fra Nordafrika. Dog blev arabere også offer for slaveri i de britiske kolonier. Især de arabiske stammer fra Sydirak og stammer fra den arabiske halvø og Mekkahområdet. De var minearbejdere, landarbejdere, soldater og eunukker. De kvindelige slaver tjente primært som konkubiner eller tjenestepiger. I Konstantinopel (nu Istanbul) solgtes i 1908 åbent kvindelige slaver til haremmer eller som konkubiner.
Den engelske historiker Robert C. Davis anslår, at et sted mellem 1 og 1,5 million hvide europæere blev taget til fange og solgt som slaver af arabiske slavehandlere i Nordafrika fra 1500 til 1800. Slaverne blev taget til fange ved de jævnlige plyndringer af europæiske kystbyer, primært i middelhavslandene med Italien som det foretrukne mål pga. dets nærhed til Nordafrikas kyst. Men plyndringer foregik helt op til Island. Så sent som i efteråret 1627 rejste den islandske præst Oluf Eigilsson hjem via Livorno for at skaffe løsepenge for de islændinge, der blev holdt som slaver i Nordafrika.
Det formodes, at mindst 10 millioner slaver blev opkøbt af europæere i Afrika og transporteret til de caribiske øer, Brasilien og Amerika fra 1450 til 1870.

## Slaveri i Amerika og transatlantisk slavehandel
Columbus bragte indianske slaver fra sine opdagelsestogter til Spanien. 1506 førtes de første afrikanske slaver til de spanske kolonier i Vestindien, og nogle år senere gav biskop Las Casas det råd, at man hellere skulle bruge de stærke afrikanere end indianerne, der ikke kunne tåle det strenge arbejde i bjergværkerne, men døde i tusindvis. 1517 gav Kejser Karl 5. en flamsk yndling eneret på årligt at bringe 4.000 slaver til Amerika, men det blev snart portugiserne, som tiltog sig denne nye handel (de indførte årligt 28.000 til Brasilien). Fra 1562 deltog også englændere, og siden 1642 var handelen fortrinsvis i deres hænder. Under Ludvig 13. af Frankrig tillodes også indførsel til de franske kolonier, og den blev efterhånden meget betydelig; andre folkeslag tog derimod kun lidt del deri, danskere og svenskere alene til deres egne kolonier. Man regner med, at der indtil 1776 blev indført til Nordamerika 300.000 sorte mennesker, men i alt i 300 år 4 mio. til hele Amerika. Mennesketabet var dog langt større, fordi mangfoldige dræbtes i de overfald, som gik forud for bortførelsen, eller omkom inden de nåede kysten. Dertil kom dødsfald på overrejsen, der opgives til 15—20%. Den stærke tilførsel gjorde ejerne lidet skånsomme mod deres slaver, som ubarmhjertigt blev slidt op ved plantagearbejdet: skønt der til Jamaica 1690—1820 var indført efterhånden 800.000 sorte mennesker, var tallet i 1830 kun 340.000.
Til Nordamerika kom de første sorte slaver 1620, og 1662—1705 blev slaveriet stærkt udviklet i Virginia og Maryland samt endnu videre i Carolina, hvorfra det senere udbredte sig mod syd, mens det kun fik ringe omfang i de nordligere kolonier. En trekantshandel opstod, da slave-produceret sukker og tobak sendtes til Europa. Indianske slaver forekom kun som et perifert fænomen. Fx opgjorde guvernøren i South Carolina i 1708, at der ud af befolkningen på 12.580 var 1.480 indianerslaver.
Omkring 1700 lød de første røster i Ny-England og blandt kvækerne mod slavehandelen. I 1727 afskaffede kvækerne al handel med slaver mellem sig indbyrdes, 1751 gav de endog deres slaver fri, og 1761 udelukkede de af deres samfund enhver, som drev slavehandel. 1774, altså samme år som uafhængighedsrøret begyndte, dannedes også det første abolitionistselskab, og uafhængighedserklæringen 1776 indeholdt en sætning, der udtalte alle menneskers naturlige lighed og frihed. I Thomas Jeffersons udkast var der blandt klagerne over den engelske regering også optaget en over dens forbud mod bestræbelsen for at afskaffe slavehandel. Denne udtalelse blev vist nok strøget af hensyn til de sydlige koloniers repræsentanter, men et forbud mod videre indførsel vedtoges, og i de følgende år påbød de nordlige kolonier slaveriets gradvise uddøen. Også Virginia gjorde skridt mod det, og på den tid var alle Nordamerikas bedste mænd stemt for dets afskaffelse. Snart indtrådte dog i de sydlige stater en anden opfattelse, og da unionskongressen 1794 besluttede at forbyde indførsel af slaver, tilføjedes bestemmelsen "fra 1. januar 1808 at regne".

### Danmarks rolle i slavehandlen
Danmark begyndte at sende slaver fra Afrika til Dansk Vestindien i 1600-tallet, hvor produktionen og eksporten til Danmark af vestindiske varer blev en god forretning. Det første danske slaveskib sejlede over Atlanterhavet i 1673, hvormed den danske trekanthandel begyndte: Slaverne blev transporteret fra de danske forter på Guldkysten til Dansk Vestindien, hvor de især kom til at arbejde i de danske sukkerplantager. Råsukkeret blev sejlet til Danmark, hvor det blev raffineret og dermed blev råvarer til noget af den første danske industri. Derefter sejlede skibene til Afrika med varer til salg. Det raffinerede finsukker blev solgt til det øvrige Europa, hvor det indbragte en høj pris.
Den danske slavehandel fandt sted fra 1673 til 1802, og i alt vurderes det, at danske skibe har fragtet ca. 100.000 slaver. Det gjorde Danmark-Norge til den syvendestørste slavehandlernation blandt vestlige lande efter Storbritannien, Frankrig, Spanien, Portugal, Holland og USA. Det anslås, at der i alt har været ca. 35.000 slaver i Dansk Vestindien omkring 1800, hvor tallet var størst. Fra 1802 blev opkøb af slaver i Afrika og transport over Atlanten forbudt, mens selve slaveriet på de vestindiske øer blev forbudt i 1848.
Flertallet af de danske slaver, det drejer sig om ca. 55.000 frem til 1803, blev hentet via de danske etablissementer på Guldkysten i det nuværende Ghana, mens resten blev købt forskellige steder langs den afrikanske kyst. Det viser, at slavehandelen i sin struktur var international.

### Servinger - de hvide slaver i Vestindien
Københavnske forretningsmænd så store indtjeningsmuligheder i Vestindien, men fandt det umuligt at rekruttere mandskab til foretagendet. Først da den danske kongefamilie (Christian 5., hans halvbror Ulrik Frederik Gyldenløve og dronning Charlotte Amalie)  gik ind som aktionærer i Vestindisk-guineisk Kompagni i 1670, fik man løst det problem; for nu fik kompagniets ledelse tilladelse til at hente fanger fra danske og norske fængsler, og deportere dem til kolonierne. Servingeinstitutionen blev etableret i 1671 ved koloniseringen af Sankt Thomas, og blev de næste 15 år brugt til at skaffe billig arbejdskraft fra Danmark til Det Vestindiske Kompagni.
 De første slaver på Sankt Thomas var hentet fra Bremerholm og Bergenhus, og fik løfte om frihed efter et vist antal år - mellem tre og syv år; men for straffedømte var livsvarige domme af kongen omgjort til en tjenestetid på Sankt Thomas mellem fire og syv år. Dertil kom "servingene", dvs. kontraktansatte, der havde forpligtet sig til at arbejde et antal år med skovrydning og plantagedrift. Da det stadig kneb med frivillige, greb man til kidnapning, hvor søfolk og tilfældige blev drukket fulde eller slået ned, for derefter at slæbes bevidstløse om bord i skibene. Da Færø søgte nødhavn i Bergen undervejs til Vestindien, flygtede de medbragte fanger. De blev erstattet af nye folk, hentet fra Bergens fængsel og knejper. I Vore gamle tropekolonier fra 1953  omtales de servinge, der blev fragtet til Karibien med skibene Færø, St. Thomas, Pelikanen og Havmanden i årene 1671-75: Af 324 danskere og nordmænd døde 80 % i løbet af det første halve år; de fleste allerede under overfarten. Når kontraktperioden udløb, skulle servingene modtage løn i form af 4-500 pund tobak; men det ser ud til, at ingen levede længe nok til at få hævet sin løn.
Gennemsnitlig levelængde fra en serving kom i kompagniets varetægt, var knap tre år. Det gifte par Mette Nielsdatter og Jens Pedersen kom til Sankt Thomas 24. februar 1686 med skibet Fortuna. Jens havde en livstidsdom for tyveri. Parret boede sammen med andre fanger og servinge på Christiansfort i et rum på omtrent 7,5 x 1,8 meter. Ligesom på skibet hang deres hængekøjer tæt på tværs i rummet over hinanden. Samme sommer blev Mette anklaget for tyveri af 15 pund bomuld; denne lå opmagasineret på taget over servingerummet. Hun havde byttet bomulden for Kill-devil  og blev nu smidt i fangehullet i Fort Christian. En måned senere blev parret, sammen med flere andre fanger og et par soldater anklaget for at planlægge at stjæle en chalup til at flygte i. Jens og en anden fange, Peder Vognmand, tilstod under tortur med tommelskruer (pinlig med Skruen paa Fingeren forhøert). Da Jens blev udpeget som lederen, blev han pisket og brændemærket på ryggen (han var allerede brændemærket i panden på Bremerholm). Sammenlænket blev han og Peder Vognmand sat til markarbejde; men allerede 5. november prøvede de to sammen med Mette og fangerne Niels Krog og Søren Islænder at flygte fra øen i en tremands kano; men nogle dage senere gik kanoen på grund på en af de små øer, hvor fangerne snart blev fundet; Jens dog først 16. november på den lille ø St. Patric. Jens blev dømt til hængning, mens Mette blev pisket under galgen og brændemærket på ryggen. Andre straffe lød på afskæring af ører og piskning. Jens’ hængning skulle forrettes med en afrikansk slave som bøddel; men denne stak af, nok af skræk over at skulle hænge en hvid mand. Dermed blev Peder Vognmand sat fri uden straf, mod at gøre tjeneste som ny bøddel. Hans første opgave blev at føre sin medfange Jens Pedersen til galgen. I 1691 fik Mette en datter med fangen Peder Hansen Jyde, der var blevet deporteret syv år tidligere. Derfor fik parret af viceguvernør Lorentz lov til at gifte sig, selv om Peder havde en kone hjemme i Danmark. Som straffedømte kunne hverken han eller Mette vende tilbage til Danmark. Deres og datterens videre skæbne er ukendt.

## Forbud mod slaveriet vinder frem i 1800-tallet
I 1777-1778 forsøgte den marokkanske sultan Sidi Muhammed Ben Abdallah at indgå aftaler med en række europæiske lande om at afskaffe slaveri.
I 1792 udstedte Christian 7. "Forordning om Neger-Handelen", der fra den 1. januar 1803 forbød undersåtterne i Danmark-Norge at befatte sig med slavehandel på kysten af Afrika og at transportere slaver på dansk-norske skibe og at indføre slaver til De Vestindiske Øer; hermed ville de danske slavetransporter over Atlanterhavet ophøre. Da afrikanerne imidlertid ikke ville opgive slavehandelen, fandt den blot nye veje og nye former. Først op i 1830'erne ophørte slavehandel igennem dansk territorium. Forordningen fra 1792 forbød den transatlantiske slavehandel, men selve slaveriet i Vestindien var fortsat lovlig; det blev først forbudt i 1848. Det ramte Hans Jonatan og Peter Samuel, to slaver, der fra Vestindien var kommet til København. Den ene arbejdede hos Henriette Schimmelmann, den anden hos plantageejer Isaak Benner. Begge stak af og meldte sig som frivillige til flåden under slaget på Reden. Efter tapper indsats ansøgte de bagefter Frederik VI om ansættelse i flåden. Imidlertid skred deres ejere til handling, og kronprinsen konkluderede, at han ikke kendte til slavehold på dansk jord, men at tyende skulle adlyde sit herskab og derfor ikke stikke af. Med den begrundelse blev de to sendt til slavearbejde på Vestindiens kaffeplantager.
I 1807 forbød Storbritannien slavehandel; i 1833 vedtog det engelske parlament at forbyde slaveriet i de britiske kolonier efter en overgangsperiode. I 1848 blev slaveriet forbudt i Danmark og Frankrig, og i USA i 1863. En udløsende årsag til den amerikanske borgerkrig var den omfattende brug af slavegjorte arbejdere i Sydstaterne, der blev søgt legitimeret ved, at det var til de slavegjortes fordel. Da missionering til sidst blev tilladt, var det de slavegjorte forbudt at holde egne gudstjenester og lokaler. I North Carolina blev det i 1715 forbudt for farvede at bygge kirker, og i Maryland og Georgia fik de 25 piskeslag hver, hvis de bad til Gud uden tilsyn af hvide. Holdt de gudstjenester uden ejernes kendskab, blev forsamlingen straffet, biblerne beslaglagt, og prædikanterne idømt korporlig straf, iblandt også dødsstraf.

## Nutidigt slaveri
I løbet af 1800-tallet blev slavehandel og slaveri forbudt i de fleste af verdens lande, men slavelignende forhold er alligevel fortsat med at eksistere på nye måder og under andre navne indtil i dag. En oversigt fra ILO fra 2023 nævner, at ca. 28 millioner mennesker verden over er udsat for tvangsarbejde og forskellige former for ufrihed. Tallet omfatter blandt andet fem millioner personer, der er underkastet statsligt tvangsarbejde i Nordkorea og i den kinesiske Xinjiang-provins. Organisationen "Anti-Slavery International", som har eksisteret siden 1839, inkluderer også ægteskaber, som er blevet indgået uden samtykke, og hvor mindst én af parterne er under 18 år, i sin opgørelse og kommer da frem til tallet 50 millioner slavegjorte mennesker i dag.

## Menneskerettighedserklæringen
Artikel 4 i menneskerettighedserklæringen siger:
Ingen må holdes i slaveri eller trældom; slaveri og slavehandel under alle former skal være forbudt.  Denne menneskerettighedserklæring har også dannet baggrund for FN's Global Compacts principper vedrørende menneskerettigheder.